# Surmandal
Surmandal, eller swarmandal, är en indisk variant av en cittra.